# Diga di Kayalıköy
La diga di Kayalıköy è una diga della Turchia.